# Liste der Naturdenkmale in Bergatreute
| Naturdenkmale | Anzahl |
| ------------- | ------ |
| FND           | 8      |
| END           | 10     |
| Gesamt        | 18     |

Die Liste der Naturdenkmale in Bergatreute nennt die verordneten Naturdenkmale (ND) der im baden-württembergischen Landkreis Ravensburg liegenden Gemeinde Bergatreute. In Bergatreute gibt es insgesamt 18 als Naturdenkmal geschützte Objekte, davon 8 flächenhafte Naturdenkmale (FND) und 10 Einzelgebilde-Naturdenkmale (END).
Stand: 31. Oktober 2016.

## Flächenhafte Naturdenkmale (FND)
| Name                           | Bild | Kennung     | Einzelheiten | Position | Fläche Hektar | Datum         |
| ------------------------------ | ---- | ----------- | ------------ | -------- | ------------- | ------------- |
| Feuchtgebiet bei Heunenburg    | BW   | 84360141292 | Bergatreute  | ⊙        | 4,0           | 8. Aug. 1989  |
| Gehölzgruppe nw. Dobelmühle    | BW   | 84360140610 | Bergatreute  | ⊙        | 0,1           | 19. Apr. 1971 |
| Herrenweihler                  | BW   | 84360141278 | Bergatreute  | ⊙        | 1,1           | 8. Aug. 1989  |
| Quellmoor an der Wolfegger Ach | BW   | 84360141253 | Bergatreute  | ⊙        | 0,6           | 8. Aug. 1989  |
| Quellmoor Bolanden -Wiesen     | BW   | 84360141252 | Bergatreute  | ⊙        | 1,7           | 8. Aug. 1989  |
| Quellmoor Gwigger Esch         | BW   | 84360141264 | Bergatreute  | ⊙        | 0,4           | 8. Aug. 1989  |
| Streuwiese großes Ried         | BW   | 84360141269 | Bergatreute  | ⊙        | 0,6           | 8. Aug. 1989  |
| Torfstich Wiesbühl             | BW   | 84360141262 | Bergatreute  | ⊙        | 1,0           | 8. Aug. 1989  |
| Legende für Naturdenkmal       |      |             |              |          |               |               |

## Einzelgebilde (END)
| Name                                        | Bild | Kennung     | Einzelheiten | Position | Fläche Hektar | Datum         |
| ------------------------------------------- | ---- | ----------- | ------------ | -------- | ------------- | ------------- |
| Bergahorn n. Straße Bergatreute-Roßberg     | BW   | 84360140604 | Bergatreute  | ⊙        | 0,0           | 9. Mai 1955   |
| Bergahorn 30m nö. Kapelle in Gwigg          | BW   | 84360140609 | Bergatreute  | ⊙        | 0,0           | 11. März 1970 |
| Friedenslinde vor der Kirche                | BW   | 84360140605 | Bergatreute  | ⊙        | 0,0           | 19. Feb. 1963 |
| Hainbuche beim Jakobsbrunnen Staatswald I 5 | BW   | 84360140601 | Bergatreute  | ⊙        | 0,0           | 18. Jan. 1937 |
| Rotbuche "Hindenburgbuche" Staatswald I 12  | BW   | 84360140603 | Bergatreute  | ⊙        | 0,0           | 18. Jan. 1937 |
| Sommerlinde beim Hof Mimm in Sommers        | BW   | 84360140606 | Bergatreute  | ⊙        | 0,0           | 2. Jan. 1969  |
| Sommerlinde Gwigger Wiesen nnw. Gambach     | BW   | 84360140607 | Bergatreute  | ⊙        | 0,0           | 2. Apr. 1969  |
| Sommerlinde Löffelmühle                     | BW   | 84360140611 | Bergatreute  | ⊙        | 0,0           | 29. Feb. 1972 |
| Stieleiche beim Hof Sonntag ö. Bergatreute  | BW   | 84360140608 | Bergatreute  | ⊙        | 0,0           | 31. Okt. 1969 |
| Zigeunerfichte Staatswald I 3, Mooshalde    | BW   | 84360140602 | Bergatreute  | ⊙        | 0,0           | 18. Jan. 1937 |
| Legende für Naturdenkmal                    |      |             |              |          |               |               |